# Internazionali di Francia 1958
Gli Internazionali di Francia 1958 (conosciuti oggi come Open di Francia o Roland Garros) sono stati la 57ª edizione degli Internazionali di Francia di tennis. Si sono svolti sui campi in terra rossa dello Stade Roland Garros di Parigi in Francia.
Il singolare maschile è stato vinto da Mervyn Rose, che si è imposto su Luis Ayala in tre set col punteggio di 6–3, 6–4, 6–4. Il singolare femminile è stato vinto da Zsuzsa Körmöczy, che ha battuto in due set Shirley Bloomer.Nel doppio maschile si sono imposti Ashley Cooper e Neale Fraser. Nel doppio femminile hanno trionfato Rosie Reyes e Yola Ramírez. Nel doppio misto la vittoria è andata a Shirley Bloomer in coppia con Nicola Pietrangeli.

## Seniors

### Singolare maschile
Mervyn Rose ha battuto in finale  Luis Ayala con il punteggio di 6–3, 6–4, 6–4.

### Singolare femminile
Zsuzsa Körmöczy ha battuto in finale  Shirley Bloomer con il punteggio di 6–4, 1–6, 6–2.

### Doppio maschile
Ashley Cooper /  Neale Fraser hanno battuto in finale  Robert Howe /  Abe Segal con il punteggio di 3–6, 8–6, 6–3, 7–5.

### Doppio Femminile
Rosie Reyes /  Yola Ramírez hanno battuto in finale  Mary Bevis Hawton /  Thelma Coyne Long con il punteggio di 6–4, 7–5.

### Doppio Misto
Shirley Bloomer /  Nicola Pietrangeli hanno battuto in finale  Lorraine Coghlan /  Bob Howe con il punteggio di 6–8, 6–2.